# ملعب سوق الشيوخ
ملعب سوق الشيوخ هو ملعب متعدد الأغراض، يقع في محافظة ذي قار، العراق. يستخدم في الغالب لمباريات كرة القدم، يعتبر الملعب المقر الرئيسي لنادي الفرات ونادي سوق الشيوخ، أُفتتح الملعب في 1 مارس 2015 بسعة 5000 متفرج.